# Lindsaea viridis
Lindsaea viridis là một loài dương xỉ trong họ Lindsaeaceae. Loài này được Colenso mô tả khoa học đầu tiên năm 1844.
Danh pháp khoa học của loài này chưa được làm sáng tỏ. 